# Dasciopteryx polymenes
Dasciopteryx polymenes là một loài bướm đêm trong họ Geometridae.